# Harry Potter i Kamen mudraca
Harry Potter i Kamen mudraca prva je od sedam knjiga iz serijala o Harryju Potteru autorice J. K. Rowling. Knjiga je prvi put objavljena 26. lipnja 1997. u izdanju Bloomsbury Publishinga, a kasnije je po njoj snimljen i istoimeni film. Kamen mudraca se smatra jednom od najprodavanijih knjiga ikada te je prvi dio najprodavanijeg serijala u povijesti pisane riječi. To je i najpopularnija od knjiga iz serijala po broju prodanih primjeraka - procjenjuje se da je u svijetu prodana u 107 milijuna primjeraka.

## Radnja
Na početku priče, 1. studenog 1981., čarobnjak i vještica, Albus Dumbledore i Minerva McGonagall, se susreću u Kalininom prilazu u Little Whingingu, predgrađu Surreya, i razgovaraju o nedavnim događajima u čarobnjačkom svijetu. Lord Voldemort, najmoćniji crni mag u povijesti, napokon je pobijeđen. Nažalost, čini se da je sa sobom uzeo i dvije posljednje žrtve: Jamesa i Lily Potter. Njihov je sin Harry nekako uspio preživjeti bez ozljeda, s izuzetkom ožiljka u obliku munje na čelu. Harry će biti legenda među čarobnjacima, "dječak koji je preživio", i Dumbledore zato vjeruje da će za njega biti najbolje da odrasta dalje od te slave i pažnje.
Harryja je u Kalinin prilaz donio Rubeus Hagrid, lovočuvar u školi vještičarenja i čarobnjaštva u Hogwartsu. Harryja su podigli njegovi rođaci bezjaci, sestra njegove majke, Petunia Dursley i njezin suprug Vernon koji su imali i razmaženog sina Dudleyja. Dursleyjevi su od Harryja krili njegovo čarobnjačko podrijetlo i sposobnosti i rekli su mu da su njegovi roditelji poginuli u prometnoj nesreći.

### Primanje u Hogwarts
Tjedan prije svog jedanaestog rođendana Harryju su počela stizati pisma iz škole Hogwarts koja su dostavljale sove. Dursleyjevi mu nisu dali da pročita pisma koja su se već počela nagomilavati i zato su se, zajedno s Harryjem, nakon poduge vožnje, preselili na otočić, usred ničega, na kojemu je bila malena koliba. Hagrid ih je ipak uspio pronaći i uručiti pismo Harryju. Njih su se dvojica otputili u London kako bi kupili sve što je Harryju potrebno za školovanje. U Šupljem kotliću, jednoj maloj gostionici, sreli su profesora Quirrella koji predaje u Hogwartsu. Harry je saznao i za ubojstvo svojih roditelja i za nihovog ubojicu, Lorda Voldemorta. Hagrid je vratio Harryja Dursleyjevima s kartom za vlak koji vozi do Hogwartsa s platforme 9¾ s londonskog King's Crossa.
U vlaku se Harry sprijateljio s Ronom Weasleyjem koji je bio impresioniran Harryjevim ožiljkom, ali ne i zastrašen njegovom slavom. Upoznao je i Hermione Granger, pomalo iritantnu "sveznalicu". Nakon dolaska u Hogwarts svi su novi učenici svrstani u jedan od četiri školska doma. Domovi se razlikuju po svojim karakteristikama: u Slytherinima su ambicionzni učenici koji ne biraju sredstva da dođu do onoga što žele; Ravenclawi su oštroumni učenici koji cijene inteligenciju i mudrost; u Gryffindorima su najhrabriji učenici; a Hufflepuffi su poznati po poštenju, iskrenosti i marljivosti. Kad je Harry bio prozvan za svrstavanje, svi su napeto iščekivali ishod. Razredbenom klobuku bilo je veoma teško svrstati Harryja, ali kad je Harry izrazio želju da ne bude u Slytherinima, klobuk ga je svrstao u Gryffindore. I Ron i Hermione svrstani su u Gryffindore, a Harryjev najveći neprijatelj, Draco Malfoy, postao je Slytherin.
TIjekom školske godine Harry saznaje puno toga o svijetu vještica i čarobnjaka. Nakon što je pokazao iznadprosječnu vještinu na prvoj lekciji iz letenja na metli, Harry postaje član metlobojske ekipe svog doma i najmlađi igrač u posljednjih stotinu godina. Za Božić dobiva čarobni plašt nevidljivosti koji je pripadao njegovom ocu i koji Harry koristi da bi se nevidljiv kretao po dvorcu. Otkriva Zrcalo Erised, čarobno zrcalo koje pokazuje najdublju ambiciju osobe, u kojem može vidjeti svoje roditelje. Dumbledore savjetuje ga da prestane tražiti zrcalo koje će biti premješteno.

### Kamen mudraca
Harry, Ron i Hermione otkrivaju da troglavi pas Bundi, kako ga je nazvao Hagrid, čuva propadalište na kraju hodnika u koji je zabranjen ulaz. Razmišljaju o tome što bi pas mogao čuvati i zaključuju da se radi o legendarnom Kamenu mudraca, eliksiru za vječni život. Taj je kamen stvorio Nicolas Flamel. Trio vjeruje da kamen pokušava ukrasti Severus Snape, omraženi profesor Čarobnih napitaka, da bi pomogao Lordu Voldemortu da se vrati na vlast.
Vjerujući kako je krađa kamena neizbježna, Harry, Ron i Hermiona prolaze kroz propadalište kako bi prvi došli do njega. Otkrivaju da je kamen pokušavao ukrasti naizgled neopasni profesor Quirrell, a da je Snape pokušavao zaštititi Harryja. Harry se suočava s Quirrellom i preživljava drugi susret s Lordom Voldemortom (koji se pojavljuje na Quirrelovu potiljku). Quirrell nakon toga podliježe ozljedama i umire. Voldemortov duh napušta svojeg domaćina. Tijekom Harryjeva oporavka u bolnici Dumbledore otkriva Harryju da je njegova majka, Lily, dala svoj život kako bi spasila Harryja. Ta je žrtva zaštitila Harryja u susretu s Voldemortom. Dumbledore otkriva Harryju i da će kamen, iako ga je Harry uspio zaštititi, biti uništen kako bi se spriječili budući Voldemortovi pokušaji da ga se dokopa.
Harry i ostali učenici napuštaju Hogwarts i Harry se vraća Dursleyjevima sa spoznajom da postoje ljudi koji ga vole i mjesto koje može zvati domom.

## Poglavlja
| Poglavlje br. | Engleski naziv                                    | Hrvatski naziv                     | Hrvatski naziv                     |
| Poglavlje br. | Engleski naziv                                    | Algoritam                          | Mozaik knjiga                      |
| ------------- | ------------------------------------------------- | ---------------------------------- | ---------------------------------- |
| 1             | The Boy Who Lived                                 | Dječak koji je ostao živ           | Dječak koji je preživio            |
| 2             | The Vanishing Glass                               | Staklo je nestalo                  | Nestalo okno                       |
| 3             | The Letters from No One                           | Pisma niotkoga                     | Pisma ni od koga                   |
| 4             | The Keeper of the Keys                            | Čuvar ključeva                     | Čuvar ključeva                     |
| 5             | Diagon Alley                                      | Zakutna ulica                      | Zakutna ulica                      |
| 6             | The Journey from Platform Nine and Three-Quarters | Odlazak s perona devet i tričetvrt | Polazak s peroda devet i tričetvrt |
| 7             | The Sorting Hat                                   | Razredbeni klobuk                  | Razredbeni klobuk                  |
| 8             | The Potions Master                                | Profesor čarobnih napitaka         | Učitelj čarobnih napitaka          |
| 9             | The Midnight Duel                                 | Dvoboj u ponoć                     | Ponoćni dvoboj                     |
| 10            | Hallowe'en                                        | Noć vještica                       | Noć vještica                       |
| 11            | Quidditch                                         | Metloboj                           | Metloboj                           |
| 12            | The Mirror of Erised                              | Zrcalo Erised                      | Zrcalo avons                       |
| 13            | Nicolas Flamel                                    | Nicolas Flamel                     | Nicolas Flamel                     |
| 14            | Norbert the Norwegian Ridgeback                   | Norbert-Norveški Kukudrilo         | Norveški kukudrilo zvan Norbet     |
| 15            | The Forbidden Forest                              | Zabranjena šuma                    | Zabranjena šuma                    |
| 16            | Through the Trapdoor                              | Kroz propadalište                  | Kroz skrivena vrata                |
| 17            | The Man with Two Faces                            | Čovjek sa dva lica                 | Čovjek s dva lica                  |

### Uvedeni likovi
- Harry Potter
- Ron Weasley
- Hermiona Granger
- Albus Dumbledore
- Rubeus Hagrid
- Neville Longbottom
- Dean Thomas
- Seamus Finnigan
- Draco Malfoy
- Minerva McGonagall
- Severus Snape
- Profesor Quirell
- Lord Voldemort
- Fred i George Weasley
- Percy Weasley
- Charlie Weasley
- Bill Weasley
- Vernon Dursley
- Filius Flitwick
- Hedviga
- Lee Jordan
- Parvati Patil
- Lily Evans i James Potter
- Pomona Sprout
- Profesor Binns
- Madam Rolanda Hooch
- Poppy Pomfrey
- Irma Pince
- Gospodin Olivander
- Madam Malkin
- Peeves
- Norbert
- Očnjak
- Vincent Crabbe i Gregory Goyle
- Argus Filchla
- Sirius Black
- Neki studenti tijekom sortiranja, koji će biti poznatiji u drugim knjigama: Pansy Parkinson, Lavander Brown, Padma Patil, Justin Finch-Fletchley, Hannah Abbott, Ernie Macmillan, Terry Steeval, Theodore Nott, Blaise Zabini, Millicent Bulstrode i Susan Bones.

### Uvedena mjesta
- Zakutna ulica
- Gringott
- Zabranjena šuma
- Hogwarts
- Šuplji kotlić
- King's Cross

## Posveta
Za Jessicu koja je voljela priče, za Annu koja ih je također voljela, i za Di koja je prva čula ovu priču

## Izdanja
U Hrvatskoj postoje tri izdanja knjige. 

### Algoritam
Prva dva izdanja su Algoritmova s prijevodom Zlatka Crnkovića, prvo izdanje s tvrdim uvezom izdano je 2000. godine, a do 2017. su izašla 18 izdanja, dizajn korica bio je ilustratorice Mary GrandPré.
Drugo izdanje s mekim uvezom izdano je jedanput 2014. godine s dizajnom korica ilustratora Jonnyja Duddleja.

### Mozaik knjiga
Treće i novo izdanje je od Mozaik knjige koje je izašlo 8. studenoga 2022. na Interliberu, s pretprodajom mjesec ranije.
lustrator korica je Studio La Plage koji je povodom 25. godišnjice Harryja Pottera izdao skup prvih digitalnih naslovnica koje se globalno koriste u izdanjima E-knjiga i zvučnih knjiga.